# João Vicente de Castro
João Vicente Barbosa da Silva de Castro (Río de Janeiro, 27 de marzo de 1983) es un actor, presentador, comediante y publicista brasileño. Es uno de los fundadores del canal Porta dos Fundos, debutó en televisión en la serie A Mulher do Prefeito y en telenovelas en Rock Story. Interpretó a su primer protagonista en la telenovela Espelho da Vida.

## Biografía
João Vicente de Castro es hijo de la diseñadora de modas Gilda Midani y de Tarso de Castro, uno de los fundadores del periódico O Pasquim, vehículo de oposición a la dictadura militar brasileña. Además de ser nieto de Múcio de Castro. Su padre murió de cirrosis hepática en 1991. De Castro terminó mudándose con su padrino, el cantante Caetano Veloso, y su esposa, la productora Paula Lavigne, cuando tenía ocho años. Esto se debe a que, al momento de la muerte de su padre, su madre estaba embarazada de su media hermana, Ana, quien nació una semana después de la muerte de su padre. Vivía solo en Nueva York a la edad de trece años. João es vegetariano y activista por los derechos de los animales, y miembro de la organización no gubernamental Ampara Animal.

## Carrera
João Vicente de Castro estudió teatro en la Casa das Artes de Laranjeiras, trabajó como publicista de la compañía W/Brasil de Washington Olivetto, en São Paulo, fue asistente de dirección en Natasha Filmes y guionista de Caldeirão do Huck. En 2012, de Castro fundó, en sociedad con Ian SBF, Fábio Porchat, Gregório Duvivier y Antonio Pedro Tabet, el canal de YouTube Porta dos Fundos en el que interpreta a varios personajes en los videos que se publican. En 2013, debutó en televisión en la serie A Mulher do Prefeito producida por Rede Globo en sociedad con O2 Filmes. En 2014, se unió al elenco de la serie Lili, a Ex junto a Maria Casadevall, Priscila Fantin y Felipe Rocha. De Castro participó en la primera y segunda temporada de la serie, emitidas en 2014 y 2016, respectivamente. El actor interpretó a Wagner en la serie O Grande Gonzalez, la primera serie producida por Porta dos Fundos para televisión, que fue emitida por Fox Brasil en noviembre de 2015. Al mismo tiempo, debutó como presentador del programa <i id="mwWA">Papo de Segunda</i> del canal GNT.

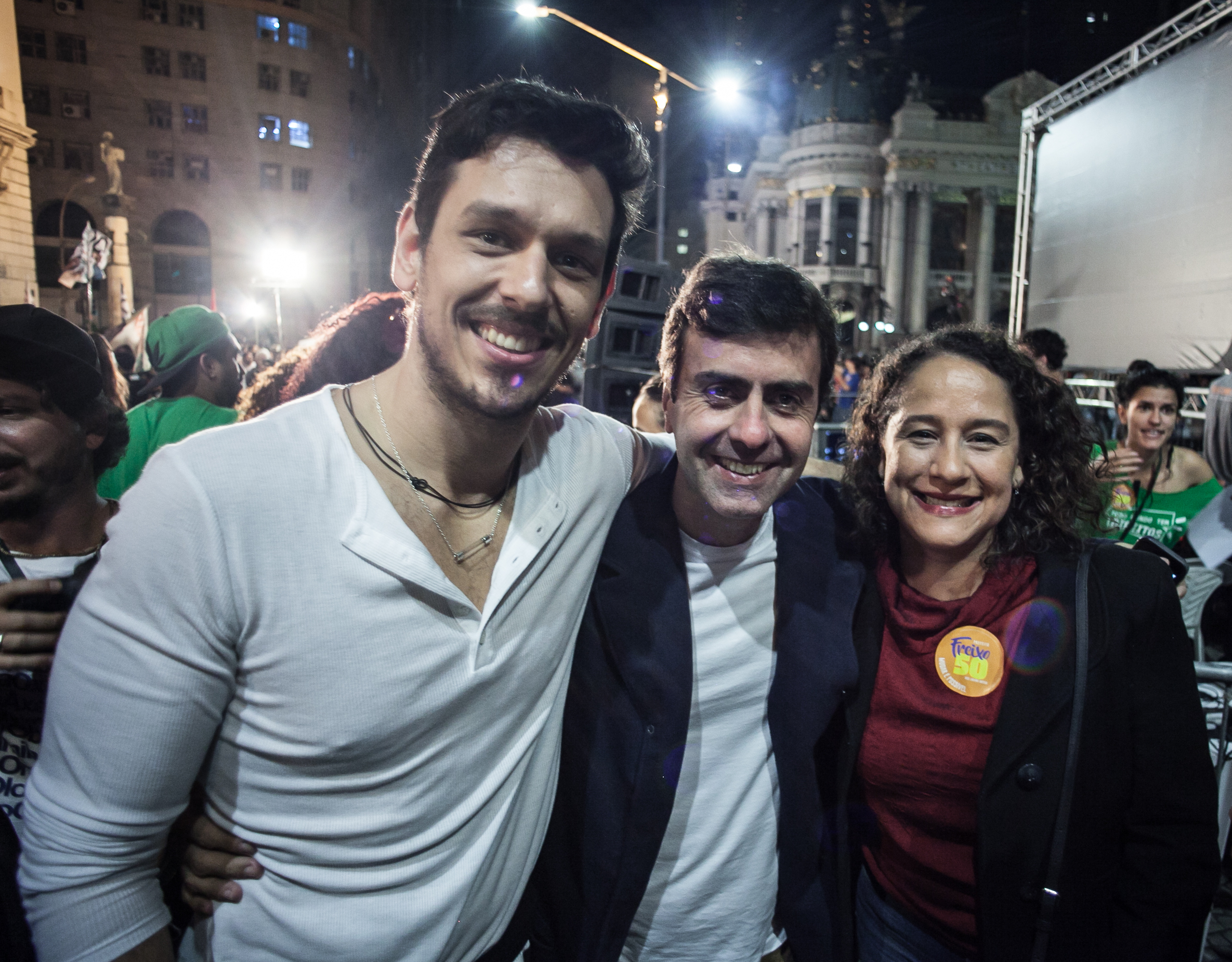
De Castro (izquierda), Marcelo Freixo (centro) y Luciana Boiteux (derecha) durante la campaña electoral para las elecciones municipales de 2016.

En 2016, De Castro debutó en las telenovelas en Rock Story, un serial emitido a las 7 de la noche donde dio vida al personaje de Lázaro Vasconcelos. En el mismo año, pero en el cine, el actor participó en la película de comedia Porta dos Fundos: Contract Vitalício. Este fue el primer largometraje producido por Porta dos Fundos. De Castro incluso prestó su voz al personaje de José Tequila en el doblaje brasileño de la película animada en 3D Festa da Salsicha. En 2018 interpretó su primer protagonista de telenovela en Espelho da Vida, trama en la que el actor interpretó a dos personajes, Alain Dutra y Gustavo, Marquês de Torga. También en 2018, se unió al elenco de la película Mulheres Alteradas junto a nombres como Alessandra Negrini, Deborah Secco, Sergio Guizé y Monica Iozzi. Al año siguiente participó en la segunda temporada de la serie Carcereiros durante el episodio “Mão no Fogo”, además de interpretar a Belchior en el especial navideño de Porta dos Fundos A Primeira Tentação de Cristo.

## Vida personal
En mayo de 2009, João comenzó a salir con la actriz y cantante Cleo, con quien se casó en 2010. En diciembre de 2012, se anunció el fin del matrimonio. En mayo del 2013 comenzó a salir con la presentadora Sabrina Sato. La relación llegó a su fin en mayo de 2015.
El artista tiene ascendencia uruguaya, portuguesa, austriaca e indígena.

## Filmografía

### Televisión
| Año           | Título                           | Personaje                                | Los grados)                             |
| ------------- | -------------------------------- | ---------------------------------------- | --------------------------------------- |
| 2012          | El maravilloso mundo de Gregorio | Él mismo                                 | Episodio: "Gregorio Fuerza Amistad.. ." |
| 2013          | La esposa del alcalde            | Liosvaldo                                |                                         |
| 2014-16       | lili la ex                       | Reinaldo                                 |                                         |
| 2015          | el gran gonzalez                 | Wagner                                   |                                         |
| 2015-presente | charla del lunes                 | Presentador                              |                                         |
| 2016-17       | historia de rock                 | Lázaro Vasconcelos                       |                                         |
| 2017-18       | La familia Ventura               | David                                    |                                         |
| 2018-19       | espejo de la vida                | Alain Dutra                              |                                         |
| 2018-19       | espejo de la vida                | Gustavo Bruno de Lures, marqués de Torga |                                         |
| 2019          | carceleros                       | David                                    | Episodio: "Mano en llamas"              |
| 2022          | Domingo con Huck                 | juez                                     | Afiche: “Cree a quien quieras”          |
| 2022          | quien salva a quien              | Presentador                              |                                         |
| 2025          | Vale todo                        | Renato Fillipeli                         |                                         |

### Cine
| Año  | Título                                    | Personaje             | Los grados)  |
| ---- | ----------------------------------------- | --------------------- | ------------ |
| 2013 | Puerta trasera: Arca de Noé               | Djair                 |              |
| 2014 | La noche del turno                        | rico                  |              |
| 2014 | Rehén                                     |                       | [ 31 ]       |
| 2015 | Cena                                      | Judas                 | Cortometraje |
| 2016 | Puerta trasera: contrato de por vida      | Luciano               |              |
| 2016 | fiesta de salchichas                      | José Tequila (voz)    | Doblaje      |
| 2018 | Mujeres alteradas                         | Portero de condominio |              |
| 2018 | La extraordinaria vida de Tarso de Castro | Él mismo              | Documental   |
| 2019 | La Primera Tentación de Cristo            | Belchor               |              |
| 2021 | Te predico afuera                         | barrabás              | voz original |

### Internet
| Año           | Título           | Personaje         |
| ------------- | ---------------- | ----------------- |
| 2012-presente | Puerta del fondo | varios personajes |

## Premios y nominaciones
| Año  | Otorgar                    | Categoría              | Trabajar           | Resultado | Ref. |
| ---- | -------------------------- | ---------------------- | ------------------ | --------- | ---- |
| 2017 | ¡Premio contigo! de TV     | Mejor actor revelación | historia de rock\| | [ 35 ]    |      |
| 2017 | mejor del año              |                        | historia de rock\| | [ 36 ]    |      |
| 2018 | Premio Extra de Televisión |                        | historia de rock\| | [ 37 ]    |      |
| 2019 | Premios MTV Millennial     | Roca el estilo         |                    | [ 38 ]    |      |